# Was ist denn hier nicht los
Was ist denn hier nicht los ist eine EP von Stephan Weidner, dem Kopf der deutschen Rockband Böhse Onkelz.
Die EP erschien am 25. Februar 2011 über das Label 3R Entertainment.

## Cover
Das Cover zeigt Der W mit seiner Band. An jedem Mund der Abgebildeten heften Zeitungsschnipsel. Rechts oben steht in Großbuchstaben „DER W“. Am unteren Rand steht in Form einer Zeitungszeile „Was ist denn hier nicht los“. Des Weiteren enthält die EP das Coverbild als Poster im Maß 35 cm × 35 cm auf dessen Rückseite sich die Liedtexte der auf der CD enthaltenen Lieder befinden.
| Professionelle Bewertungen | Professionelle Bewertungen |
| -------------------------- | -------------------------- |
| Kritiken                   |                            |
| Quelle                     | Bewertung                  |
| Metal Hammer               | [ 1 ]                      |

## Musikstil
Das Album enthält neben vier komplett neuen Songs, das rockige Gewinnen kann jeder und Heiss. Die EP enthält auch die Musikvideos zu Fleisch und Machsmaulauf vom Album Autonomie!. Die Kritiken fielen eher durchschnittlich aus.

## Titelliste
| # | Titel                       | Länge |
| - | --------------------------- | ----- |
| 1 | Was ist denn hier nicht los | 2:56  |
| 2 | An die, die wartet          | 2:59  |
| 3 | Gedanken können lernen      | 3:18  |
| 4 | In stürmischer See          | 5:53  |
| 5 | Gewinnen kann jeder         | 3:14  |
| 6 | Heiss                       | 3:14  |

## Chartplatzierungen
Die EP erreichte Platz 20 der deutschen Charts und hielt sich insgesamt drei Wochen in den Top 100. Auch in Österreich konnte sie sich für eine Woche auf Rang 52 der Charts platzieren.